# 一加手机7T
一加手机7T/7T Pro（英語：OnePlus 7T/7T Pro）是由一加生产，基于Android系统的一款智能手机。7T于2019年9月26日发布，7T Pro于2019年10月10日发布，同时，7T Pro也将继承6T的迈凯伦定制版。与6T相比，7系进行了较小的升级，比如新的软件，升级的相机以及更快的芯片组。

## 技术规格

### 设计
7T和7T Pro的设计与之前的产品相似，前后均采用了阳极氧化铝框架和大猩猩玻璃。7T的屏占比为86.5％，接近全面屏，屏幕设计为“刘海屏”，即前置摄像头位于手机顶部的小切口处。7系的后置摄像头模块为圆形，闪光灯位于镜片内部。7T Pro屏占比为88.1％，剩余部分几乎与7 Pro相同。7T配色包括冰川银（Frosted Silver）以及冰际蓝（Glacial Blue），两者都具有哑光效果；7T Pro配色为海月蓝（Haze Blue），它比7 Pro的星雾蓝（Nebula Blue）更浅。7T也是一加首款采用“奥利奥”式后置摄像头的机型。

### 硬件
在核心配置上，7T和7T Pro均搭载高通骁龙855+处理器以及Adreno 640图形处理器，二者的时钟频率均高于7和7 Pro所使用的芯片组。两款机型还配备了8GB LPDDR4X RAM以及128/256GB不可扩展UFS 3.0存储。7T采用了6.55英寸（166.4mm）1080p（1080×2400）AMOLED显示屏，长宽比为20:9，同时保留了7 Pro的90Hz刷新率；7T Pro采用6.67英寸（169.4mm）19.5:9 1440p（1440×3120）90Hz AMOLED曲面显示屏，其余配置与7T一致。两者都配有立体声扬声器以及主动降噪，但仍未配有耳机孔。7T配有3800mAh电池，而7T Pro配备了4085mAh电池，略大于7 Pro。两款手机均配有USB-C端口，支持30W快速充电。7T和7T Pro均支持Warp闪充30T，它比7 Pro上使用的Warp闪充30速度快了23％。生物识别选项包括光学（屏下）指纹传感器以及面部识别。

#### 相机
7T和7T Pro的前置摄像头使用了16MP f/2.0传感器，而后置摄像头则升级为三摄。7T Pro使用了类似于7 Pro的机械弹出式摄像头。两款手机的相机配置均由一个主镜头、一个长焦（变焦）镜头和一个超广角镜头组成。主镜头使用48MP传感器、超广角镜头使用16MP传感器，而长焦镜头则使用12MP传感器；7T Pro的相机硬件保持不变：48MP主镜头，16MP超广角镜头和8MP长焦镜头。7T Pro支持960fps、720p分辨率超级慢动作视频录制（7T将通过系统更新支持），激光自动对焦已移至相机左侧。尽管7T的长焦摄镜头受益于分辨率的提高和更大的f/2.2光圈，但它却缺乏7T Pro的光学防抖和激光自动对焦功能，7T Pro为3倍光学变焦，7T仅为2倍，而与7T Pro的78毫米焦距相比，7T更是短了51毫米。7T的超广角镜头升级到了17mm，而7T Pro则是13mm。此外，这两款手机都受益于新的微距模式，该模式允许用户在距拍摄对象2.5 cm处进行拍照。两款手机还提供了一种新的视频混合图像稳定功能，可以分别在广角摄像头和超广角摄像头上使用人像模式和夜景模式。

### 软件
7和7T Pro将搭载基于Android 10的氢OS 10（海外版：氧OS 10）。

### 网络兼容性
| 型号   | GSM频段                     | CDMA频段 | UMTS频段             | LTE频段 |
| ------ | --------------------------- | -------- | -------------------- | --- |
| 7T     | 850 / 900 / 1800 / 1900 MHz | BC0, BC1 | 1, 2, 4, 5, 8, 9, 19 | FDD: 1, 2, 3, 4, 5, 7, 8, 12, 13, 17, 18, 19, 20, 25, 26, 28, 29, 30, 32, 66, 71 TDD: 34, 38, 39, 40, 41, 46, 48 |
| 7T Pro | 850 / 900 / 1800 / 1900 MHz | BC0, BC1 | 1, 2, 4, 5, 8, 9, 19 | FDD: 1, 2, 3, 4, 5, 7, 8, 12, 13, 17, 18, 19, 20, 25, 26, 28, 29, 32, 66 TDD: 34, 38, 39, 40, 41                 |

7T Pro将仅在欧洲、印度、中国内地和香港出售。

### 型号
一加手机7T和7T Pro都有几种不同型号，区别通常为支持频段的不同。
| 型号              | 版本   | 地区      |
| ----------------- | ------ | --------- |
| 一加手机7T        | HD1900 | 国行/香港 |
| 一加手机7T        | HD1901 | 印度      |
| 一加手机7T        | HD1903 | 欧洲      |
| 一加手机7T        | HD1905 | 北美      |
| 一加手机7T        | HD1907 | T-Mobile  |
| 型号              | 版本   | 地区      |
| 一加手机7T Pro    | HD1910 | 国行/香港 |
| 一加手机7T Pro    | HD1911 | 印度      |
| 一加手机7T Pro    | HD1913 | 欧洲      |
| 型号              | 版本   | 地区      |
| 一加手机7T Pro 5G | HD1925 | T-Mobile  |

## 迈凯伦版
迈凯伦版是7T Pro的豪华版本，具有12GB RAM以及独特设计。背面是受迈凯伦Speedtail启发而制成的木质饰面，边缘和相机模块周围为亮橙色调。软件设计了一款特殊主题，而且包装盒中还包括一个碳纤维/阿爾坎塔拉手机壳。T-Mobile将独占该手机的5G型号。

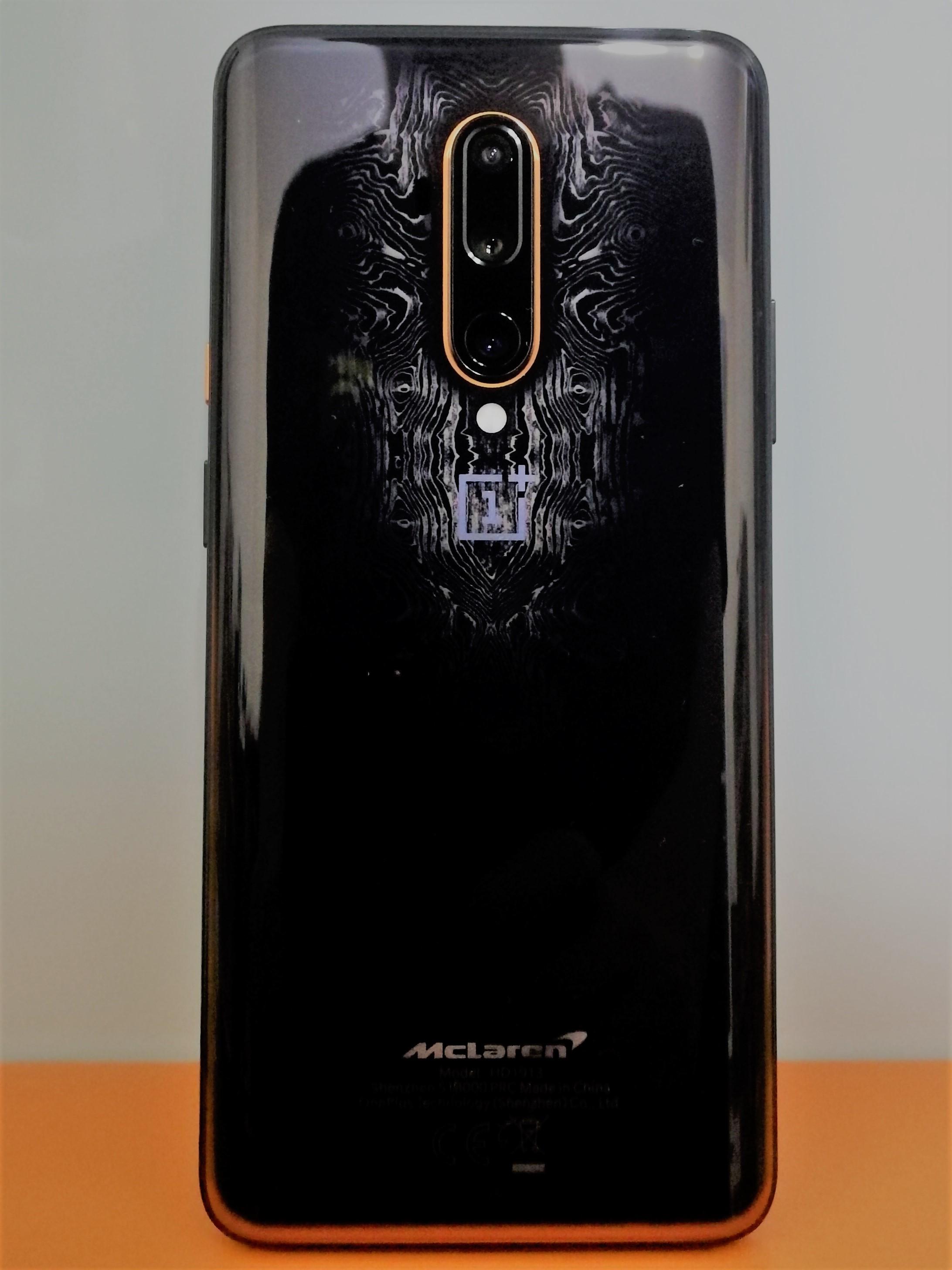

## 反响
一加手机7T在包括显示，性能，摄像头和软件等方面受到了好评。《The Verge》的丹·塞弗特（Dan Seifert）表示，相机的体验与7 Pro大致相同，电池续航只是中等水平；《Digital Trends》的安迪·博克索尔（Andy Boxall）指出，即使选择了鲜艳的色彩模式，显示屏也似乎并未达到预期效果。缺乏防水性能、无线充电以及MicroSD卡槽也为人所诟病。相比之下，7T Pro受到了广泛好评。
2020年2月25日，GSMA公布了2019年全球移动大奖，一加手机7T Pro获得了“最佳智能手机奖”。